# Stawy Kiszkowskie
Stawy Kiszkowskie (PLHPLH300050) – obszar programu Natura 2000 o powierzchni 477,49 ha, znajdujący się na terenie gminy Kiszkowo w powiecie gnieźnieńskim (województwo wielkopolskie). 

## Charakterystyka

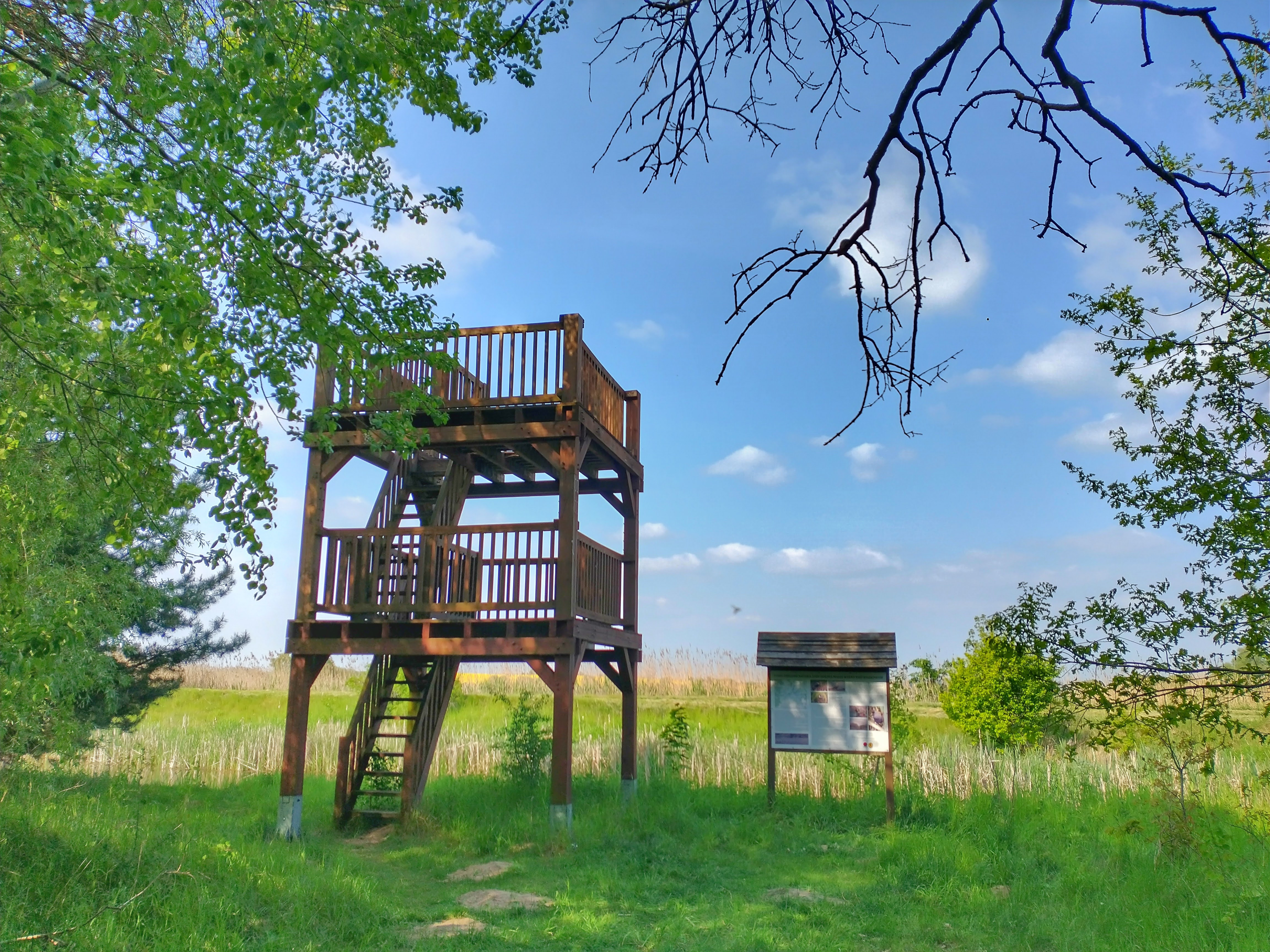
Wieża obserwacyjna

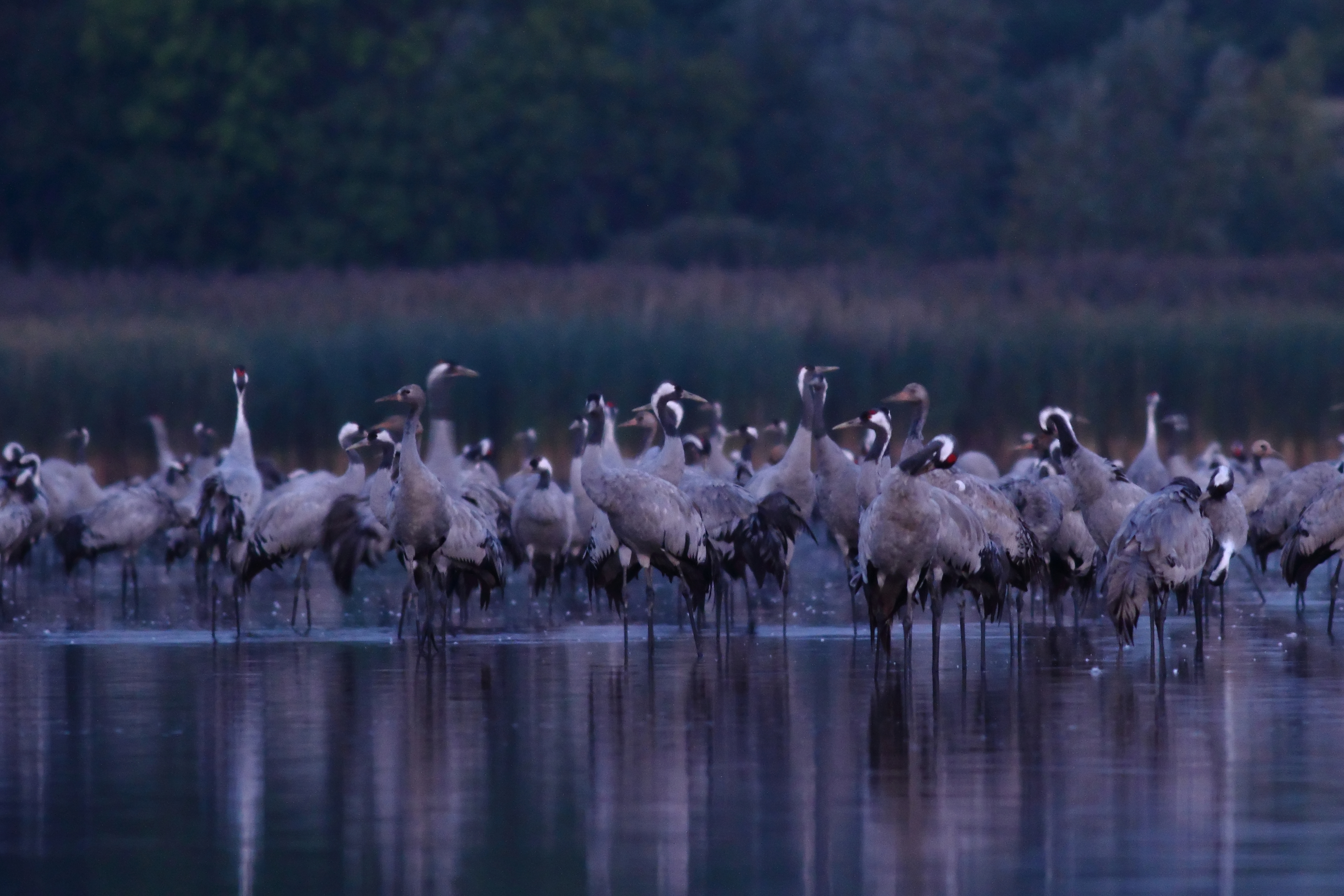
Żurawie na Stawach Kiszkowskich

Jest to obszar specjalnej ochrony siedlisk wyznaczony przez Komisję Europejską 8 lutego 2011, a przez władze polskie 18 lutego 2022.
Obszar obejmuje fragment doliny Małej Wełny w okolicach Kiszkowa wraz z kompleksem stawów rybnych oddanych do użytku w latach 80. XX wieku i kłopotliwych w utrzymaniu z uwagi na znaczne wahania poziomu wód. Kompleks większy obejmuje powierzchnię około 200 hektarów. Stawy są częściowo wykorzystywane pod hodowlę karpi, jednak część z nich stanowi tylko płytkie, silnie porośnięte szuwarem i zaroślami wierzbowymi rozlewiska. Drugi kompleks ma charakter rynny (szereg stawów) umieszczonych wzdłuż niewielkiego cieku pomiędzy Rybnem Wielkim a Pomarzanami (powierzchnia akwenów od 0,5 do około 15 hektarów; większość zarośnięta, mniejsze w całości). Prowadzona jest tutaj ekstensywna gospodarka rybacka. Deficyty wód powodują, że stan lustra wody waha się o kilkadziesiąt centymetrów, a nawet stawy pozostają próżne.
Groble obu kompleksów porasta roślinność trawiasta, często o charakterze kserotermicznym. W okolicy nie występują większe kompleksy leśne. W pobliżu istnieją dwa jeziora: Rybno Północne i Rybno Południowe.
Kompleks stawów jest znaczącym noclegowiskiem żurawi w okresie polęgowym. Ptaki te najczęściej nocują na największym ze stawów o powierzchni 60 hektarów w centralnej części zespołu. W czasie jesiennej migracji zlotowisko to regularnie gromadzi około 700-1400 osobników. Stawy są również miejscem bytowania mieszanych stad gęsi zbożowych i białoczelnych. W 2003 naliczono tu 28.000-30.000 osobników tych gatunków. Miejsce to ściąga także gęgawy (w 2013 zanotowano maksymalne skupienie w liczbie 1350 ptaków). Bytują tu ponadto: bernikla białolica, gęś krótkodzioba, ogorzałka, płaskonos, krakwa, świstun, czajka i batalion.